# ویتوریا سرتی
ویتوریا سرتی (انگلیسی: Vittoria Ceretti؛ زادهٔ ۷ ژوئن ۱۹۹۸) سوپرمدل ایتالیایی است. سرتی در سال ۲۰۱۲ از طریق مسابقه مدلینگ الیت مدل لوک کشف شد. وبگاه Models.com سرتی را به عنوان یکی از «New Supers» رتبه‌بندی می‌کند. تا سال ۲۰۲۴، سرتی در ۴۰۰ فشن شو شرکت کرده و ۲۳ بار روی جلد مجله بین‌المللی وگ قرار گرفته است.

## اوایل زندگی
سرتی زادهٔ ۱۹۹۸ در برشا، ایتالیا است و دختر جوزپه سرتی، صاحب یک شرکت کفپوش، و فرانچسکا یک خانه‌دار است.

## زندگی شخصی
سرتی در یک مصاحبه با مجله وگ پاریس خاطر نشان کرد که اگر حرفهٔ مدلینگ را شروع نمی‌کرد، در رشته بازیگری یا روان‌شناسی تحصیل می‌کرد.
او با متئو میلری، یک دی‌جی ایتالیایی، در ۱ ژوئن ۲۰۲۰ در ایبیزا، اسپانیا ازدواج کرد و این زوج در ژوئن ۲۰۲۳ طلاق گرفتند.
او اکنون با بازیگر لئوناردو دی‌کاپریو قرار می‌گذارد.